# Финале Светског првенства у фудбалу 1998.
Финале Светског првенства у фудбалу 1998. је била последња утакмица Светског првенства у фудбалу 1998. године, 16. издања четворогодишњег фудбалског такмичења које је ФИФА организовала за мушке репрезентације својих асоцијација чланица. Утакмица је одиграна на Стаде де Франце у Паризу, Француска, 12. јула 1998. године, а у њој су учествовали Бразил и Француска . На турниру је учествовала Француска као домаћин, Бразил као победник претходног Светског првенства и 30 других тимова који су изашли са квалификационих турнира у организацији шест ФИФА конфедерација . У групној фази такмичило се 32 тима, од којих се 16 тимова пласирало у нокаут фазу. На путу до финала, Бразил је завршио као први у Групи А, са две победе и једним поразом, након чега је победио Чиле у осмини финала, Данску у четвртфиналу и Холандију у извођењу пенала у полуфиналу. финале. Француска је завршила на врху Групе Ц са три победе, пре него што је савладала Парагвај у осмини финала, Италију у четвртфиналу и Хрватску у полуфиналу. Финале је одржано пред 75.000 присталица, са процењеним 1,7 милијарди гледања на телевизији, а судио му је Саид Белкола из Марока.
Пре меча, спекулације су окруживале кондицију нападача Роналда, који је првобитно био изостављен из стартне поставе Бразила, да би био враћен у тим пре почетка утакмице. Француска је повела мало пре истека пола сата, када је Зинедин Зидан надмашио Леонарда и постигао погодак главом из угла са десне стране који је извео Емануел Пети. Зидан је поново постигао погодак, још једним ударцем главом из корнера, непосредно пре полувремена и довео Француску у вођство од 2-0. Пети је затим додао трећи гол у надокнади другог полувремена, убацивши лопту ниско у мрежу након додавања Патрика Вијере, и завршио победу Француске од 3-0.
Победа Француске била је њихова прва титула на Светском првенству, пошто су постали седма различита нација која је освојила турнир. Зидан је проглашен за играча утакмице, док је Роналдо награђен Златном лоптом као ФИФ-ин најбољи играч турнира. После победе, стотине хиљада француских присталица славило је у Паризу током целе ноћи, пре него што су се сутрадан окупили дуж Јелисејских поља у обиласку аутобуса са отвореним кровом од стране француских играча. Француска је наставила своју победу освајањем свог следећег великог турнира на Европском првенству 2000. Роналдова спремност за меч и његов почетни пропуст и касније враћање на листу тима Бразила постали су предмет сталног интересовања новинара након меча, а анализа је настављена више од 20 година касније.

## Позадина
Светско првенство у фудбалу 1998. је било 16. издање Светског првенства, ФИФА фудбалског такмичења за мушке репрезентације, одржаног у Француској између 10. јуна и 12. јула 1998. У финалу су по први пут наступила 32 тима, у односу на 24 као на Светском првенству 1994. године. И Француска и Бразил су се аутоматски квалификовали за финале – Француска као домаћин турнира и Бразил јер су освојили турнир 1994. Преосталих 30 места одлучено је кроз квалификационе рунде одржане између марта 1996. и новембра 1997. у организацији шест ФИФА конфедерација и у којима је учествовало 168 тимова. У финалу, тимови су били подељени у осам група од по четири, а сваки тим је играо један против другог у кругу. Два најбоља тима из сваке групе су се пласирала у нокаут фазу. Утакмица се играла на Стаде де Франсу, у северном париском предграђу Сен-Дени, стадиону капацитета 80.000 људи који је наменски изграђен за Светско првенство у фудбалу 1998. јер раније није било довољно великих места за финале.
Бразил је победио на претходном Светском првенству у Сједињеним Државама 1994. године, победивши Италију у извођењу пенала у финалу након што је меч завршио резултатом 0–0 после продужетака, што је прво финале без голова. Турнир 1998. су започели као фаворити са Мариом Загалом, њиховим менаџером, који је учествовао у све четири претходне бразилске победе – као играч 1958. и 1962. године, као менаџер 1970. и помоћник менаџера 1994. Француска се није квалификовала за турнир 1994. јер је елиминисана у својој квалификационој групи, завршивши иза Шведске и Бугарске. Међутим, након тога су се пласирали у полуфинале Европског првенства у фудбалу 1996, у којем су поражени у извођењу пенала од Чешке. Француски везиста Зинедин Зидан био је изједначен на трећем месту на ФИФА избору за најбољег играча света 1997, а бивши бразилски нападач Пеле означио га је као „једног од играча које треба гледати“ на Светском првенству 1998. године. Пре турнира, Еме Жаке, менаџер Француске, рекао је новинарима да је његов тим "овде да освоји Светско првенство, ништа мање". Ова два тима су се претходно два пута састала на Светском првенству – у полуфиналу турнира 1958., који је Бразил добио резултатом 5–2, и четвртфиналу 1986. када је Француска победила у извођењу пенала након што је утакмица завршена 1. –1 после продужетака. Њихов последњи сусрет је био на Тоурнои де Франце 1997. године, у утакмици која је завршила резултатом 1–1.
Меч лопта коришћена на турниру била је Адидас Трицолоре, која је специјално направљена за Светско првенство. Тробојна застава и галски петао, традиционални симболи Француске, коришћени су као инспирација за дизајн. Адидасов дизајнерски тим је предложио више од 20 нацрта пре него што је коначна верзија одобрена.

## Пут до финала

### Бразил
|     | Противник  | Резултат                   |
| --- | ---------- | -------------------------- |
| 1   | Сцотланд   | 2–1                        |
| 2   | Мароко     | 3–0                        |
| 3   | Норвешка   | 1–2                        |
| Р16 | Чиле       | 4–1                        |
| ЧФ  | Данска     | 3–2                        |
| ПФ  | Низоземска | 1–1 (п. с. н.) (4–2, пен.) |

Бразил је био у групи А на Светском првенству, у којој су им се придружили Мароко, Норвешка и Шкотска. Њихова прва утакмица била је отварање турнира на Стаде де Франсу, 10. јуна против Шкотске. Бразил је повео после четири минута када је Сезар Сампајо из корнера извео и Бебето примио лопту у шеснаестерцу и главом упутио лопту поред Џима Лејтона у гол Шкотске. Шкотска је изједначила пеналом Џона Колинса, након што је Кевин Галачер фаулиран у шеснаестерцу. Бразил је поново повео у другом полувремену када је волеј Кафуа одбранио Лејтон, али се одбио од Шкотског Тома Бојда за аутогол. Шкотска је у последњем минуту апеловала на други пенал, тврдећи да је Дунга држао лопту, али она није дата и Бразил је победио са 2–1. Њихова друга утакмица била је против Марока, 16. јуна на Стаде де ла Беаујоире у Нанту. Роналдо је довео Бразил у вођство својим првим голом на Светском првенству у девет минута игре, а Ривалдо и Бебето су такође постигли голове и донели Бразилу победу од 3-0. Бразил је већ био потврђен као победник групе пре своје треће утакмице, против Норвешке, али је Загало ипак изабрао већину свог првог тима, изостављајући само Алдаира, који је добио жути картон против Шкотске и ризиковао суспензију ако добије још један, и Сампаио, који је већ био суспендован. Бразил је повео преко Бебета у 77. минуту. Норвешка је узвратила са два гола у последњих десет минута – Торе Андре Фло је постигао изједначење, а затим изборио пенал када га је фаулирао Гонсалвес. Кјетил Рекдал је погодио са беле тачке и донео Норвешкој победу од 2-1.
Противници Бразила у осмини финала били су Чиле; утакмица је одиграна 27. јуна на Парку принчева у Паризу. Бразил је повео у 11. минуту када је Дунга из слободног ударца дочекао Сампаио, који је био необележен и главом пребацио лопту поред голмана Нелсона Тапија. Сампаио је удвостручио вођство Бразила у 27. минуту када је шутирао у угао мреже после слободног ударца Роберта Карлоса из даљине. Роналдо је додао трећину из пенала у надокнади првог полувремена, након што га је фаулирао Тапија. Марсело Салас је повукао гол за Чиле у другом полувремену, али је Роналдо потом поново постигао гол и постигао бразилску победу од 4-1. У четвртфиналу су играли против Данске на Стаде де ла Беаујоире 3. јула. Данска је први гол постигла два минута у утакмици преко Мартина Јоргенсена, а Бебето је изједначио осам минута касније. Бразил је потом повео голом Ривалда у 27. минуту, чиме је завршио потез у којем су учествовали Дунга и Роналдо. Брајан Лаудруп је изједначио резултат петог минута другог полувремена, али је Ривалдо поново постигао гол 30 минута пре краја и постигао победу Бразила од 3-2. Полуфинале Бразила је било против Холандије на Стаде Велодрому у Марсеју. Роналдо је повео Бразилу недуго после полувремена, али је Патрик Клујверт три минута пре краја изједначио Холандији. Утакмица је отишла у продужетке, са правилом златног гола. Није било даљег поентирања, а утакмица је решена извођењем једанаестераца. Две стране су изводиле ударце наизменично, а Бразил је први шутирао и сви су постигнути првих пет пенала, што је довело до вођства Бразила од 3–2. Бразилски голман Клаудио Тафарел је затим одбранио пенале Филипа Кокуа и Роналда де Бура, а Дунга је поново постигао погодак за Бразил, што је значило да је Бразил победио у распуцавању резултатом 4–2 и прошао у финале..

### Француска
|     | Противник         | Резултат                   |
| --- | ----------------- | -------------------------- |
| 1   | Јужна Африка      | 3–0                        |
| 2   | Саудијска Арабија | 4–0                        |
| 3   | Данска            | 2–1                        |
| Р16 | Парагвај          | 1–0 (п. с. н.)             |
| ЧФ  | Италија           | 0–0 (п. с. н.) (4–3, пен.) |
| ПФ  | Хрватска          | 2–1                        |

Француска је у финалу распоређена у Групу Ц, заједно са Данском, Саудијском Арабијом и Јужном Африком. Своју кампању су започели 12. јуна против дебитанта на Светском првенству из Јужне Африке на Стаде Велодрому. У мечу за који је Ричард Вилијамс из Гардијана рекао да су „доминирали све време“, Француска је победила са 3:0 голом у првом полувремену Кристофа Дигарија, аутоголом Пјера Исе из Јужне Африке у 77. минуту и Тијеријевим голом у последњем минуту. Њихова друга утакмица била је против Саудијске Арабије на Стад де Францеу 18. јуна. Хенри је довео Француску у вођство у првом полувремену, постигавши центаршут Биксентеа Лизаразуа, пре него што је Француска постигла три гола у последњих петнаест минута преко Давида Трезегеа, поново Хенрија и Лизаразуа и остварила победу од 4-0. Обе стране су имале искључење играча – Мохамеда Ал Хилавија у 18. минуту за Саудијску Арабију и Зидана за Француску у 70. минуту због печата на Фуада Анвара. Зидан је суспендован на наредне две утакмице. Уз осигуран пролазак у нокаут фазу, Жак је направио осам промена у свом тиму за последњу утакмицу против Данске на стадиону Жерлан у Лиону 24. јуна. Француска је повела у 13. минуту када је Јури Џоркаеф реализовао једанаестерац након што је Јес Хог фаулирао Трезегеа. Данска је потом изборила једанаестерац непосредно пре полувремена због прекршаја Винсента Канделе над Јøргенсеном који је постигао Микел Лаудруп. У другом полувремену, Емануел Пети је погодио ниским ударцем у угао данског гола и тако запечатио победу од 2–1 и прво место у групи.
Противници Француске у осмини финала били су Парагвај, на стадиону Феликс-Болер у Ленсу 28. јуна. У мечу који је Вилијамс означио као "прави смрад", а Француска је описана као "изузетно неспособна", није било голова током 90 минута нормалног времена и првог периода продужетака. Са шест минута до краја, Француска је прекинула ћорсокак, Лоран Блан је постигао први златни гол на Светском првенству у фудбалу чиме је забележио победу од 1:0 и пласман у четвртфинале. Тамо су се на Стаде де Франце 3. јула састали са Италијом, пораженим финалистима из 1994. године. У регуларном времену није било голова и није било златног гола, па је утакмица одлучена извођењем једанаестераца. Када је Француска извела први једанаестерац, обе стране су постигле поене, пре него што су голмани Ђанлука Паљука и Фабијен Бартез одбранили по један пенал, Лизаразу и Деметрио Албертини . Наредних пет је постигнуто тако да је Француска водила са 4-3 са једним преосталим италијанским пеналом. Луиђи Ди Бјађо је ударио пречку својим ударцем и Француска се пласирала у полуфинале победом у распуцавању резултатом 4-3. Вратили су се на Стад де Франс 8. јула у полуфиналу против Хрватске. Након првог полувремена без голова, убрзо након полувремена била су два гола узастопно, јер је Давор Шукер довео Хрватску у водство прије него је Лилиан Тирам изједначио за Француску. Тирам је потом довео Француску у вођство у 70. минуту и, упркос томе што је Блан пет минута касније искључен због насилног понашања према Славену Билићу, Француска је успела да победи резултатом 2:1 и пласира се у финале. Бланков црвени картон био је једини који је добио у целој каријери и значио је да је суспендован за финале. Билићева реакција је имплицирала да га је Бланк ударио по глави у инциденту, али видео репризе су показале да је удар био у груди или браду, а инцидент се често наводи као један од најконтроверзнијих у историји такмичења.

## Пре утакмице
Кладионице су пре меча сматрале Бразил за фаворита, са квотом 4–6 за победу на турниру, у поређењу са 6–5 за Француску.

### Званичници утакмице
Саид Белкола из Марока изабран је да суди финале. Судија аматер који је професионално радио као цариник, почео је да суди 1983. пре него што је изабран да суди међународне утакмице 1993. Пре Светског првенства 1998. судио је по две утакмице на Афричком купу нација 1996. и 1998. године, укључујући финале последњег турнира, између Јужне Африке и Египта.  На Светском првенству 1998. судио је групне утакмице Аргентинe против Хрватске и Немачкe против Сједињених Америчких Држава. Помоћни арбитри били су Марк Ворен из Енглеске и Ахмат Сали из Јужне Африке, док је четврти судија био Абдул Рахман Ал-Заид из Саудијске Арабије.

### Избор тима
У ономе што су касније писци за ББЦ Спорт описали као „велику мистерију финала Светског првенства“, Роналдо је изостављен из званичног тимског листа који је Загало представио ФИФА-и у 5:48 поподне по локалном времену, 72 минута пре почетка, са Едмундом именованим уместо њега. Репортери Би-Би-Сија и других медија добили су вест нешто после 8 поподне и нису очекивал овакав развој догађаја, а Џон Мотсон је у пољу за коментаре описао сцене „апсолутног хаоса и хаоса“. У 8:18 увече, међутим, Бразил је поднео измењени тимски лист са враћеним Роналдовим именом. Неколико година касније откривено је да је Роналдо доживео конвулзивни напад у поподневним сатима финала, да је изгубио свест и провео три сата у болници, али је непосредно пре почетка меча одлучио да и даље жели да игра. Са изузетком Кафуа, који је био суспендован због полуфиналног меча Бразила и вратио се уместо Зе Карлоса, Бразил је стога именовао непромењену страну са Едмундом на клупи за замене. Бланк је суспендован након црвеног картона у полуфиналу, а његово место у француском тиму заузео је Франк Лебеф . Иначе, Француска је именовала непромењени тим.

## Утакмица

### Прво полувреме
Француска је почела меч у 9 поподне по локалном времену, пред 75.000 посетилаца и процењеном глобалном телевизијском публиком од 1,7 милијарде. Време на аеродрому Шарл де Гол, 17 км од стадиона, је забележено као поштено у време почетка утакмице, са температуром од 23 °C (73 °F) и 50% влажности. Француска је имала прилику да постигне погодак у првом минуту, када је лопта додата у поље ка Стефану Гиварчу, који је покушао да изведе ударац бициклом који је прошао преко пречке и слетио на врх бразилске мреже. Гиварч је имао нову прилику три минута касније, када је на ивици шеснаестерца примио пас Зидана и био један на један са Тафарелом, али је његов ударац под притиском Ђуниора Бајана зауставио голман. У 5. минуту, Ривалдо је погодио дуг центаршут у даљи угао шеснаестерца ка Леонарду, који није успео да га стигне; лопта је отишла у аут за гол аут. Француска је изборила слободан ударац минут касније када је Кафу фаулирао Лизаразуа, којег је Зидан увукао у шеснаестерац. Стигло је до Ђоркаева, који није био обележен; покушао је да постигне гол главом, али је отишао високо поред гола.  У 17. минути, Џоркаеф је погодио далекометни ударац са десне стране, али је отишао поред гола Бразила. Пет минута касније, Роналдо је примио лопту у близини бочне линије и кренуо ка голу; са леве ивице казненог простора додао на своју десну. Бартез је замало сабацио лопту у сопствени гол, али је успео да је ухвати пре него што је прешла линију. Бразил је у 23. минуту изборио корнер, који је Леонардо извео у шеснаестерац. Сампаио је упутио снажан ударац главом ка голу, али је био уперен право у Бартеза који га је одбранио.
Зидан је довео Француску у вођство непосредно пре истека пола сата, надмашивши Леонарда и постигао погодак главом из угла са десне стране који је извео Пети. Четири минута касније Роналдо је примио лопту након дугог додавања Дунге, али је Бартез избио његов ударац. Роналдо и Бартез су се сударили током инцидента; обојици је била потребна помоћ лекара, али су могли да наставе утакмицу. Бајано је у 33. минуту добио први жути картон на мечу због прекршаја над Џоркаефом. Француски капитен Дидије Дешам је затим четири минута касније добио жути картон због скакања против Ривалда. У 41. минуту, Пети је имао прилику да постигне гол са 11 м када му је додавање Кристијана Кармбеа одбило у простор након што је ударио Бајано у задњи део стопала. Бајано се ипак опоравио и одбио ударац Француза поред стативе. Непосредно пре надокнаде у првом полувремену, Тхурам је послао лопту у поље из дубине своје половине, што су бразилски дефанзивци промашили и стигао до Гиварца, један на један са Тафарелом. Међутим, голман је блокирао његов ударац за корнер.  Француска је минут касније освојила још један корнер, који је Џоркаеф са леве стране извео у шеснаестерац, где је Зидан још једном убацио лопту у гол, преко ногу Роберта Карлоса, да би Француска повела са 2:0 на полувремену.

### Друго полувреме
Друго полувреме је почело заменом Бразила када је Денилсон заменио Леонарда. Марсел Десаји је добио жути картон у 49. минуту због неслагања, пошто га је судија казнио због прекршаја над Кафуом. У 51. минуту, Бебето је извео корнер са десне стране и стигао до Денилсона, који је пао када је његов покушај прошао поред гола, док је Дешамп такође био у борби за лопту. Фудбалери Бразила су се жалили на пенал, али га Белкола није досудио. Минут касније, Дунга је шутирао ван казненог простора који је прошао поред гола Бартеза. Карембеу је у 55. минуту добио жути картон због фаула с леђа над Кафуом. Ривалдо је кратко извео слободан ударац ка Роберту Карлосу, који је отрчао на леву ивицу шеснаестерца пре него што је убацио, где је стигао до Роналда. Пуцао је из непосредне близине, али је Бартез одбранио. У 57. минуту, Француска је направила промену када је Алаин Бохосиан ушао уместо Карембеа. Три минута касније Роберто Карлос је извео дуго убацивање са леве стране, који Бартез није успео да ухвати близу ивице свог шеснаестерца, дозволивши Бебету да шутира, али га је Десаилли изблокирао.
У 63. минуту, Гиварч је био један на један са Тафарелом након што су коментатори ФИФА описали као "грешку" бразилске одбране, али је шутирао поред гола. Три минута касније Гиварч је скинут, пошто је Жак увео Дугарија уместо њега. У 68. минути, Десаили је направио клизећи ударац на Kафуа, што је судија досудио као фаул. Белкола му је показао други жути картон, што је значило да је искључен, а Француска је морала да игра последњих 20 минута са само 10 играча. Након 74 минута, Едмундо је ушао у игру са Загало, уместо Цесар Сампаио. Минут касније, Француска је извршила замену у дефанзиви, доводећи Патрика Вијеру на место Ђоркаева. У 82. минуту Дугари је био на голу са само Тафарелом који је савладао, али је његов ударац отишао поред гола. Бразил је имао прилику да постигне гол у надокнади другог полувремена када је Денилсон погодио пречку. Два минута касније, Пети је постигао трећи погодак за Француску након што је примио пас од свог саиграча из Арсенала Вијеире, убацивши лопту ниско у мрежу. То је била последња акција утакмице, пошто је Француска победила резултатом 3-0. 

### Детаљи
| Бразил | 0–3      | Француска                      |
| ------ | -------- | ------------------------------ |
|        | Извештај | Зидан 27’, 45+1’ · Петит 90+3’ |

| Бразил | Француска |

| GK           | 1  | Клаудио Тафарел |     |     |
| RB           | 2  | Кафу            |     |     |
| CB           | 3  | Алдаир          |     |     |
| CB           | 4  | Жуниор Бајано   | 33’ |     |
| LB           | 6  | Роберто Карлос  |     |     |
| CM           | 5  | Сезар Сампајо   |     | 73’ |
| CM           | 8  | Дунга (c)       |     |     |
| AM           | 10 | Ривалдо         |     |     |
| AM           | 18 | Леонардо Араужо |     | 46’ |
| CF           | 20 | Бебето          |     |     |
| CF           | 9  | Роналдо         |     |     |
| Замене:      |    |                 |     |     |
| MF           | 19 | Денилсон        |     | 46’ |
| FW           | 21 | Едмундо         |     | 73’ |
| Менаџер:     |    |                 |     |     |
| Марио Загало |    |                 |     |     |

| GK       | 16 | Фабјен Бартез     |         |     |
| RB       | 15 | Лилијан Тирам     |         |     |
| CB       | 18 | Франк Лебеф       |         |     |
| CB       | 8  | Марсел Десаји     | 48’ 68’ |     |
| LB       | 3  | Биксенте Лизаразу |         |     |
| DM       | 7  | Дидје Дешан       | 39’     |     |
| CM       | 19 | Кристијан Карамбе | 56’     | 57’ |
| CM       | 17 | Емануел Пети      |         |     |
| AM       | 10 | Зинедин Зидан     |         |     |
| AM       | 6  | Јури Џоркаеф      |         | 74’ |
| CF       | 9  | Стефан Гиварш     |         | 66’ |
| Замене:  |    |                   |         |     |
| MF       | 14 | Ален Богосијан    |         | 57’ |
| FW       | 21 | Кристоф Дигари    |         | 66’ |
| MF       | 4  | Патрик Вијера     |         | 74’ |
| Менаџер: |    |                   |         |     |
| Еме Жаке |    |                   |         |     |

| Играч утакмице: Зинедин Зидан (Француска) Помоћне судије: Марк Ворен (Енглеска) Ахмат Сали (Јужноафричка република) Четврти званичник: Абдул Рахман Ал-Зајед (Саудијска Арабија) | Правила утакмице - 90 минута - 30 минута додатног времена ако је потребно - Извођење једанаестераца ако су резултати и даље једнаки - Максимално три замене |

## Статистика
|                    | Бразил | Француска |
| ------------------ | ------ | --------- |
| Постигнути голови  | 0      | 3         |
| Тотал схотс        | 12     | 14        |
| Ударци у мету      | 6      | 5         |
| Направљени фаулови | 15     | 13        |
| Офсајд             | 5      | 3         |
| Жути картони       | 1      | 4         |
| Црвени картони     | 0      | 1         |

## После утакмице
Победа Француске била је њихова прва титула на Светском првенству, поставши седма од – од 2021. – осам различитих земаља које су освојиле турнир. То је био тек други пут да је Бразил изгубио финале Светског првенства, а први је био пораз од Уругваја резултатом 2:1 у финалној утакмици 1950. Резултат 3-0 је био и највећи пораз Бразила на Светском првенству до њиховог пораза од Немачке 7-1 у полуфиналу Светског првенства 2014.
На трибинама су били француски председник Жак Ширак, председник Међународног олимпијског комитета Хуан Антонио Самаранч, новоизабрани председник ФИФА Сеп Блатер и његов претходник Жоао Авеланж, председник УЕФА Ленарт Јохансон и копредседник локалног организационог комитета Мишел Платини били су међу присутнима на штандовима током церемоније доделе награда. Председник Ширак је уручио трофеј француском капитену Дешану. Стотине хиљада француских навијача славило је победу свог тима у Паризу током целе ноћи, пре него што су се сутрадан окупили дуж Јелисејских поља како би француски играчи обишли аутобусом на отвореном. Прославе су настављене до уторка, француског националног празника Дана Бастиље, Ширак је хвалио солидарност нације током говора одржаног тог дана.
Роналдова спремност за меч и његов почетни пропуст и касније враћање на листу тима Бразила постали су предмет сталног интересовања новинара након меча, а анализа је настављена више од 20 година касније. Појавиле су се бројне теорије завере у вези са инцидентом, укључујући и тврдњу нападача Едмунда (који је био постављен да игра уместо Роналда) да је спонзор бразилског тима Најк вршио притисак на Загала да врати играча. Загало је такође рекао да је одлука била његова и играча, рекавши „да је било мешања, поднео бих оставку”. Владину истрагу о умешаности Нике-а у Бразил покренуо је политичар Алдо Ребело и интервјуисао бројне играче, званичнике и тимске лекаре, али је Нике ослободио било каквог неправде. Друга теорија, објављена у бразилским новинама Фолха де С. Пауло, била је да је Роналдо имао нервни слом током турнира, а неки играчи су такође рекли да је тимски лекар Лидио Толедо плакао због Роналдовог стања када га је срео у свлачионици. Толедо га, међутим, није прогласио неспособним, касније је рекао „замислите да сам га зауставио да игра и Бразил изгуби, у том тренутку бих морао да одем да живим на Северном полу“.
Француска је наставила своју победу тако што се квалификовала и победила на Европском првенству 2000. одржаном у Холандији и Белгији. Бразил је освојио Куп Америке 1999. године, а затим је освојио следеће Светско првенство у Јапану и Јужној Кореји 2002. Француска је елиминисана у групној фази на турниру 2002, поставши први носиоци Светског првенства који су елиминисани а да нису стигли у нокаут фазу. Вратили су се у финале 2006. године, изгубивши од Италије, пре него што су освојили друго Светско првенство 2018. године.